# Buste d'Auguste couronné de chêne
Le Buste d'Auguste couronné de chêne est une des nombreuses répliques dérivant du prototype officiel dit de Prima Porta, de l'empereur romain Auguste, conservée au musée Saint-Raymond de Toulouse, datée de la première moitié du Ier siècle.

## Historique de l'œuvre
Il a été découvert en 1826 sur le site de la villa romaine de Chiragan à Martres-Tolosane et acheté la même année par la ville de Toulouse. Il est exposé au premier étage du musée Saint-Raymond sous le numéro d'inventaire Ra 57 (anciennement Inv. 30101).

## Description
Ce buste en marbre blanc fait partie d'un ensemble considérable de sculptures provenant de la villa romaine de Chiragan à Martres-Tolosane. Il est dans un bon état de conservation général ; seuls le nez, restauré après la découverte puis dérestauré, la pommette gauche, la base et le ruban de la couronné ont été endommagés. 
Auguste, petit-neveu de Jules César, est figuré en nudité héroïque. Il porte une couronne de feuilles de chêne dite couronne civique, décernée par le Sénat, en 27 avant notre ère, pour avoir mis fin aux guerres civiles et rétabli la paix. Elle est maintenue par d'épais rubans formant un nœud sur la nuque. La partie évidée au centre de la couronne devait probablement comporter un médaillon peut-être dans un autre matériau. 
Il se dégage une impression de douceur et de sérénité de ce visage aux modelés souples et lisses. Les cheveux, formant sur la frange la « pince-fourche », sont une des caractéristiques qui permettent d'identifier l'empereur Auguste selon le type le plus répandu de son iconographie dit de Prima Porta. L'image à la source de cette typologie est la sculpture découverte dans la villa de Livie (son épouse) à Prima Porta près de Rome. On a répertorié près de 200 portraits connus d'Auguste. Le buste toulousain est à rapprocher plus particulièrement de la sculpture de la Glyptothèque de Munich, qui pourrait provenir d'un même atelier romain, et de celle conservée au musée du Louvre (MA 1247). 
On situe la création du buste vers 19-18 avant notre ère, au début de la diffusion de ce prototype idéalisé qui fige les traits de l'empereur aux alentours de l'âge de quarante ans et perdurera tout au long de son règne sans porter de traces de vieillissement. 

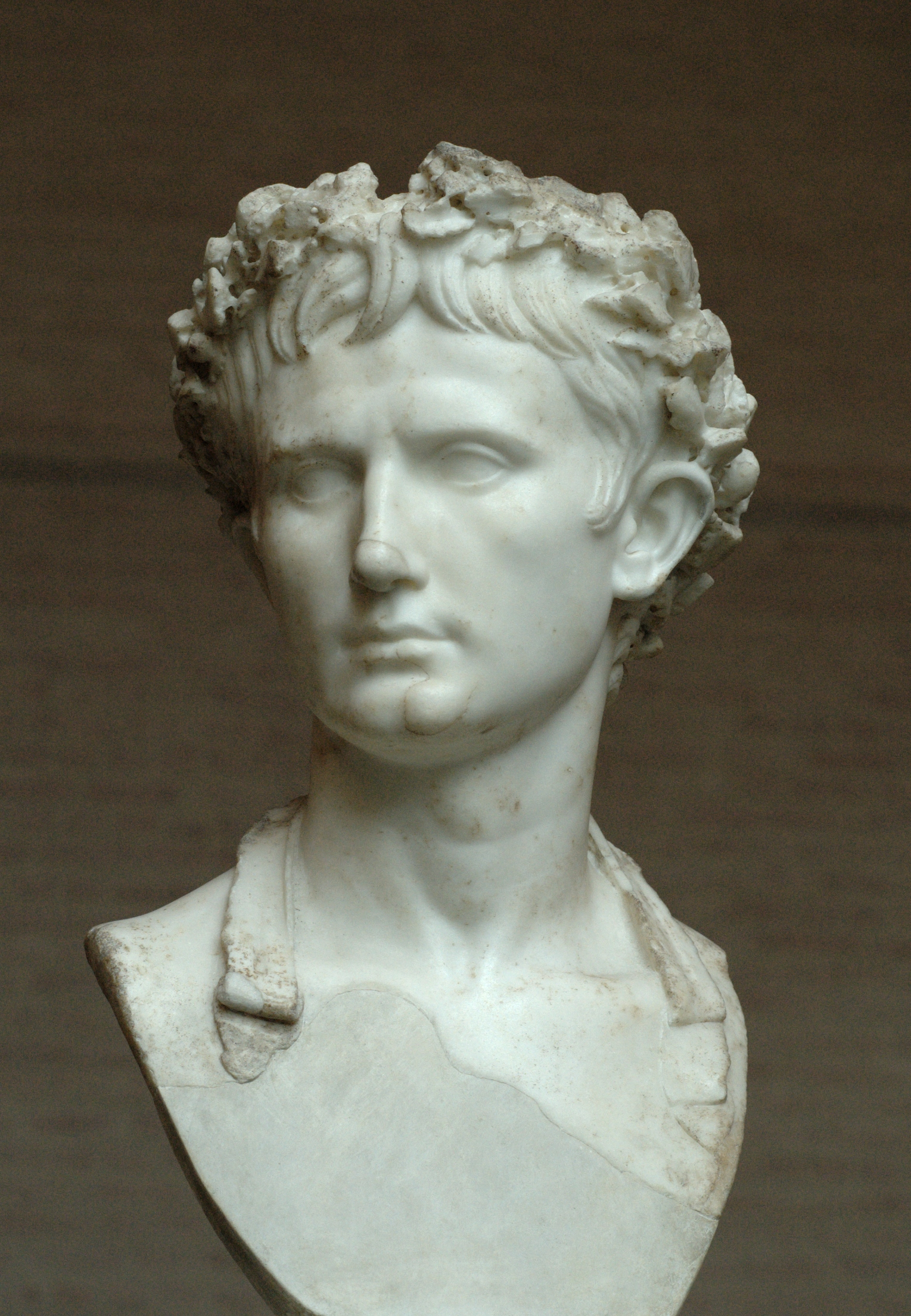
Buste d'Auguste (inv. 317), Glyptothèque de Munich
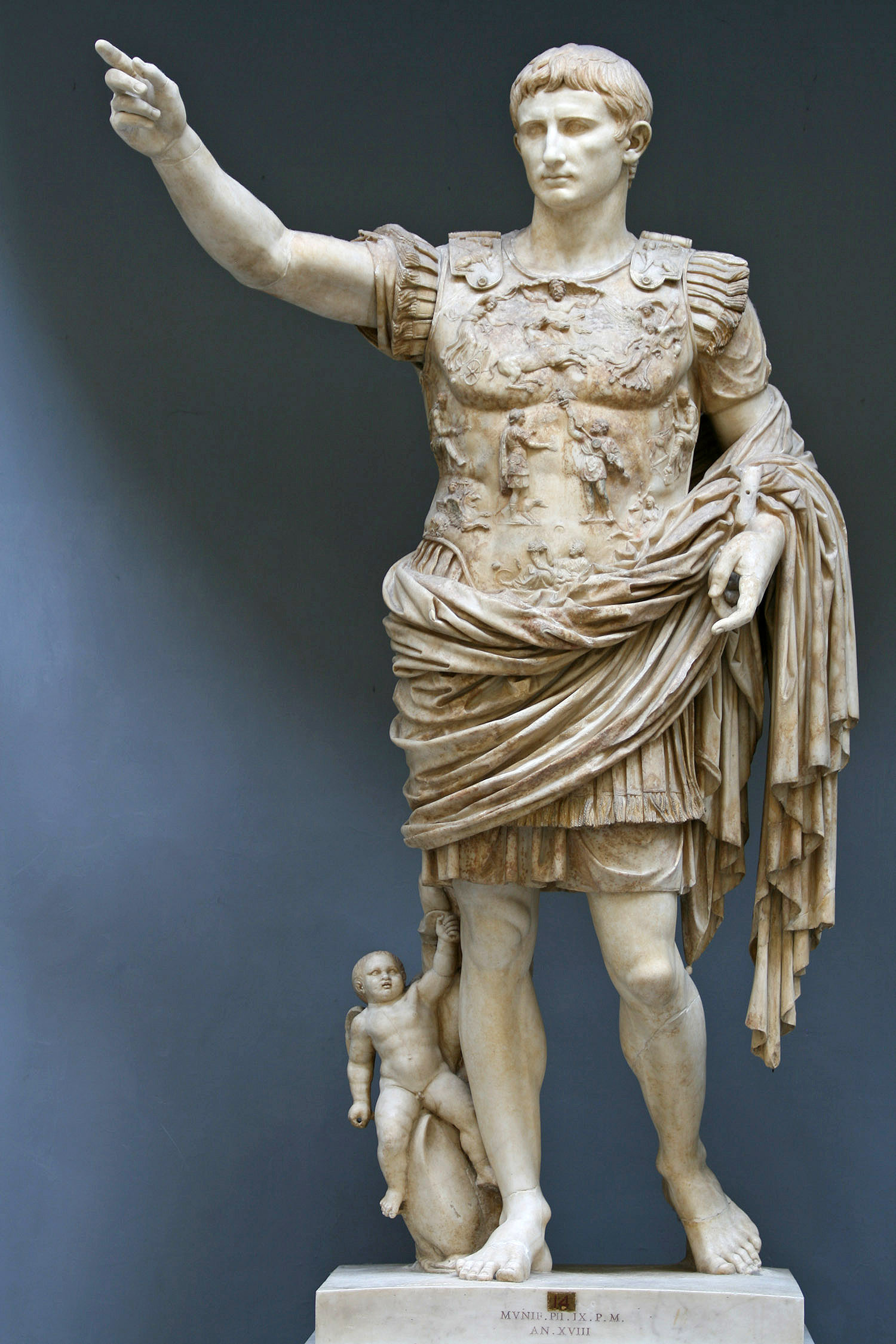
Auguste de Prima Porta, museo Chiaramonti, (musées du Vatican, Rome)
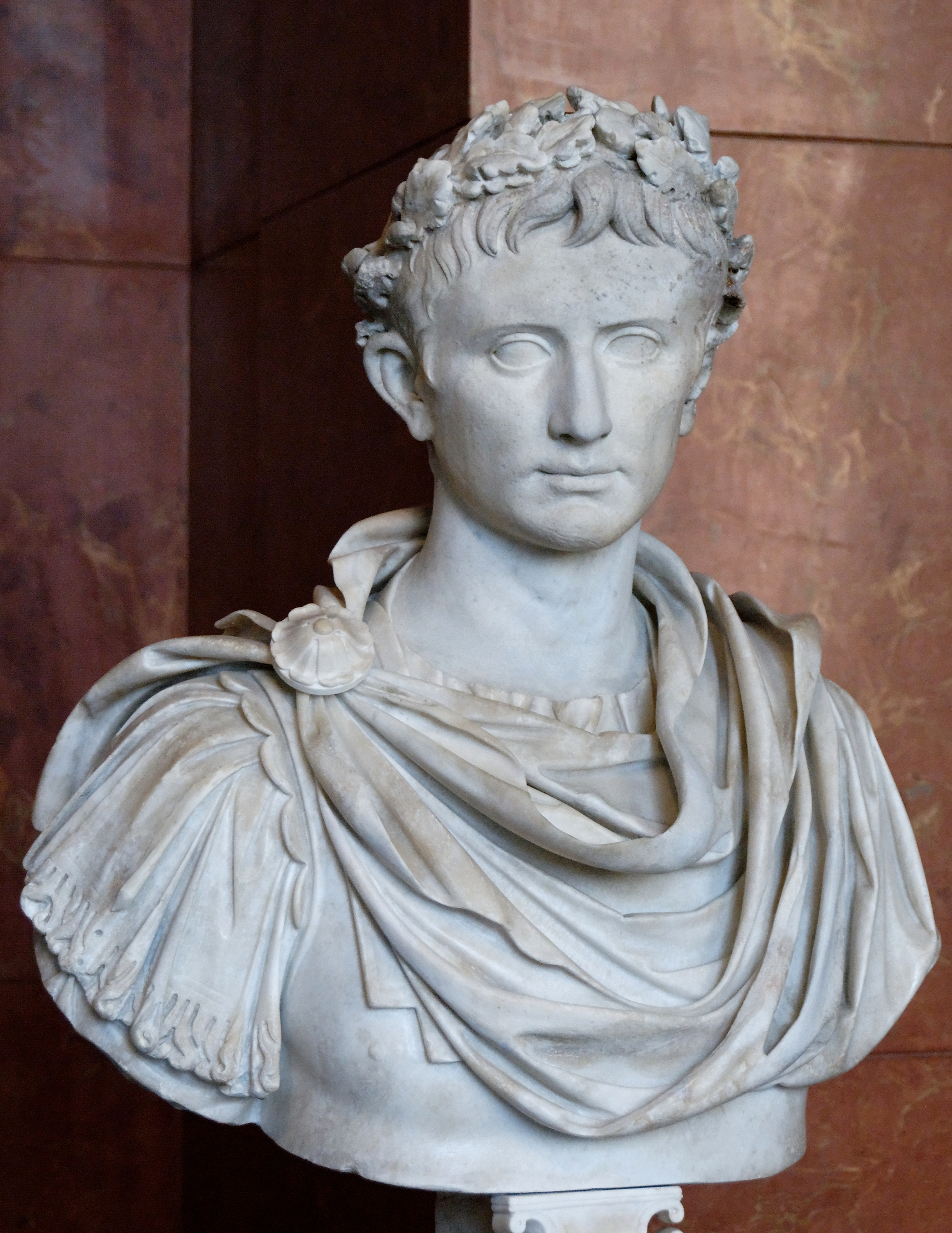
Auguste (Ma 1247), département des antiquités grecques, étrusques et romaines, musée du Louvre

## Expositions
- Bimillenario della nascità di Augusto, 1937, Mostra Augustea della romanità, Rome
- Le cirque romain, 1990, musée Saint-Raymond, Toulouse
- Cirques et courses de char. Rome-Byzance, 1990, musée archéologique Henri-Prades, Lattes
- Le regard de Rome à Tarragone, 1995-1996, Mérida, Toulouse et Rome
- De l'électrum à l'Euro, 1997, musée Paul-Dupuy, Toulouse
- Portraits du premier siècle de l'Empire romain au musée saint-Raymond, musée des Antiques de Toulouse, 2005-2006
- collectif, Moi, Auguste, Empereur de Rome : Catalogue de l’exposition au Grand Palais, 19 mars 2014 - 13 juillet 2014, Paris, 2014, 320 p. (ISBN 978-2-7118-6173-6)